# Les Luthiers
Les Luthiers són un grup humorístic i musical argentí, molt popular també en altres països com Xile, Espanya, Colòmbia, Mèxic, l'Uruguai i Veneçuela. Fou creat el 1967 per Gerardo Masana. Els seus espectacles normalment giren al voltant de la vida del compositor fictici Johann Sebastian Mastropiero i de les seues obres, compositor més proper a la patafísica que a la història. La formació ha anat variant, amb un mínim de quatre membres i un màxim de set, amb la notòria participació del músic Ernesto Acher.
El maig de 2017 foren guardonats amb el Premi Princesa d'Astúries de Comunicació i Humanitats.

## Instruments
Els integrants de Les Luthiers toquen diversos instruments amb gran qualitat. La característica més notòria del grup és que molts dels instruments són construïts amb elements quotidians, creats especialment per als seus espectacles. Un dels instruments més utilitzats és latín o violí de llauna, fet amb una llauna de pernil en conserva, o el Tubòfon Parafínico Cromàtic, una paròdia de la llegendària flauta de pan argentina, feta amb tubs d'assaig d'un laboratori omplerts de parafina per tal de canviar el to de les notes.

## Història
El començament de la seva història es remunta a 1967 a la Facultat d'Enginyeria de Buenos Aires, on se celebraven concursos de cant coral un cop l'any. Gerardo Masana va arribar un dia a la facultat on va proposar crear, en clau d'humor, escriure una cantata extreta del prospecte d'un conegut laxant de l'època, anomenada Cantata Modatón. Arran de l'èxit d'aquesta funció, un grup de músics (entre els quals hi eren els futurs Les Luthiers: Daniel, Jorge, Carlos Nuñez, Marcos i Masana) van crear "I Musicisti", un grup amb trajectòria que va arribar a tenir un gran èxit als teatres locals de la ciutat de Buenos Aires. Amb el temps va anar apagant-se fins que el 1967 es va desfer; i Gerardo, Daniel, Jorge i Marcos van crear Les Luthiers. Nuñez retornaria més endavant a Les Luthiers després de la dissolució de I Musicisti, primer com a ajudant. Després, amb el temps se'ls van unir Carlos López Puccio i Ernesto Acher, que en un començament actuaven només com a artistes contractats. L'any 1971 va ser diagnosticada leucèmia a Gerardo Masana que va morir el 23 de novembre de 1973 mentre dormia.

### Membres actuals
- Carlos López Puccio: Instruments de corda (violí, viola, cello), sintetitzadors, veu, percussió, dactilòfon, etc.
- Jorge Maronna: Veu, instruments corda fregada (guitarra, baix, banjo, charango, lute...), cello, sintetitzadors, etc.
- Roberto Antier: Piano
- Tomás Mayer-Wolf: Piano
- Martin O'Connor: Veu
- Horacio Turano: Saxofon

### Antics membres
- Gerardo Masana, fundador (mort el 1973): Guitarra, veu, percussió, etc.
- Ernesto Acher (deixà el grup el 1986): Piano, horn, trompeta, clarinet, bteria, sintetitzadors, cello, veu, etc.
- Daniel Rabinovich (mort el 2015):[1] Veu, guitarra, violí, bateria, etc.
- Carlos Núñez Cortés (va deixar el grup el 2017): Piano, veu, piccolo, flauta Bunsen, sintetitzador, etc.
- Marcos Mundstock: (mort el 2020):[2] Veu, percussió, trompeta, sintetitzador, etc.

## Espectacles

### Amb I Musicisti
- ¿Música? Sí, claro (1966)
- I Musicisti y las óperas históricas (1967)

### Com a Les Luthiers
- Recitals:
  - Les Luthiers cuentan la ópera (1967)
  - Todos somos mala gente (1968)
  - Blancanieves y los siete pecados capitales (1969)
  - Querida Condesa (1969)
  - Opus Pi (1971)
  - Recital '72 (1972)
  - Recital '73 (1973)
  - Recital '74 (1974)
  - Recital '75 (1975)
  - Mastropiero que nunca (1977)
  - Les Luthiers hacen muchas gracias de nada (1979)
  - Luthierías (1981)
  - Por humor al arte (1983)
  - Humor dulce hogar (1985)
  - Viegésimo aniversario (1987)
  - El reír de los cantares (1989)
  - Unen canto con humor (1994)
  - Bromato de armonio (1996)
  - Todo por que rías (1999)
  - Los Premios Mastropiero (2005)
  - Lutherapia  (2008)
- Recitals recopilatoris:
  - Viejos fracasos (1976)
  - Los clásicos de Les Luthiers (1980)
  - Les Luthiers, grandes hitos (1992)
  - Las obras de ayer (2002)
  - Aquí Les Luthiers (2005) Recopilatori d'obres d'estil folclòric argentí.
  - ¡Chist! (2011)
  - Viejos Hazmerreíres(2014)
- Recitals simfònics. Versions d'anteriors obres adaptades per a orquestra.
  - Recital sinfónico '72 (1972)
  - Recital sinfónico '86 (1986)
  - Do-Re-Mi-Já (2000)
  - El grosso concerto (2001)
  - Con Les Luthiers y Sinfónica (2004)
  - Agrierich-Barenboim-Les Luthiers (2014) Versió d'obres clàssiques arranjades per Les Luthiers, acompanyats pel director Daniel Barenboim i la pianista Martha Agrierich

## Discografia
- Sonamos, pese a todo (1971)
- Cantata Laxatón (1972)
- Volumen 3 (1973)
- Volumen 4 (1976)
- Mastropiero que nunca (en viu) (1979)
- Les Luthiers hacen muchas gracias de nada (en viu) (1980)
- Volumen 7 (1983)
- Cardoso en Gulevandia (1991)
- CD Sebastián Masana (2004)
- Les Luthiers en vivos (en viu) (2007)
- Les Luthiers más vivos (en viu) (2013)

## Videografia
- Mastropiero que nunca (1979)
- Les Luthiers hacen muchas gracias de nada (1980)
- Humor dulce hogar (1986)
- Viegésimo aniversario (1989)
- Grandes hitos (1995)
- Bromato de armonio (1998)
- Les Luthiers unen canto con humor (1999)
- Todo por que rías (1999)
- El grosso concerto (2001)
- Viejos fracasos (1977) (2005)
- Las Obras de Ayer (2002)
- Los Premios Mastropiero (2006)
- Aquí Les Luthiers en Cosquín (2005)
- Lutherapia (2008)